# پیپوتیازین
پیپوتیازین(به انگلیسی: Pipotiazine) (Piportil) یک ضدروان‌پریشی تیپیکال از کلاس فنوتیازین‌ها است که در بریتانیا و سایر کشورها برای درمان اسکیزوفرنی استفاده می‌شود. خواص آن مانند کلرپرومازین است.